# Petro Koshelenko
Petro Koshelenko (nascido em 22 de fevereiro de 1970) é um ex-ciclista russo que competiu no ciclismo nos Jogos Olímpicos de Verão de 1992.